# Big Bend (Californië)
Big Bend is een plaats (census-designated place) in de Amerikaanse staat Californië, en valt bestuurlijk gezien onder Shasta County.

## Demografie
Bij de volkstelling in 2000 werd het aantal inwoners vastgesteld op 149.

## Geografie
Volgens het United States Census Bureau beslaat de plaats een oppervlakte van
14,8 km², geheel bestaande uit land. Big Bend ligt op ongeveer 514 m boven zeeniveau.

## Plaatsen in de nabije omgeving
De onderstaande figuur toont nabijgelegen plaatsen in een straal van 40 km rond Big Bend.